# Pindad SS4
Pindad SS4 je jurišna puška koju je razvila indonezijska vojna industrija PT Pindad. SS4 je nasljednik modela SS3 a njegovo ime je akronim indonezijskog naziva Senapan Serbu 4 (hrv. Automatska puška 4).
Puška koristi streljivo kalibra 7.62x51mm NATO te koristi okvire kapaciteta 15 metaka.

## Vidjeti također
- Pindad SS1
- Pindad SS2
- Pindad SS3

## Vanjske poveznice
- Hukumpolitik.com/militer/menguak-ss-4-pindad  Arhivirana inačica izvorne stranice od 24. ožujka 2012. (Wayback Machine)
- Kaskus.us  Arhivirana inačica izvorne stranice od 2. travnja 2012. (Wayback Machine)